# الاتحاد الدولي للشطرنج
الاتحاد الدولي للشطرنج (بالفرنسية: Fédération Internationale des Échecs)‏، هي المنظمة العالمية للشطرنج مقرها في سويسرا يربط بين مختلف اتحادات الشطرنج الوطنية ويعمل كهيئة حاكمة لمنافسة الشطرنج الدولية والتي تنظم جميع العمليات والبطولات التي تقام في أغلب مناطق العالم. تأسس الاتحاد الدولي للشطرنج في باريس، فرنسا، في 20 يوليو 1924. وشعارها هو جينس أونا سوموس (Gens una sumus)، وهي كلمة لاتينية تعني «نحن عائلة واحدة». في عام 1999، تم الاعتراف بـ الاتحاد الدولي للشطرنج من قبل اللجنة الأولمبية الدولية (IOC). اعتبارًا من سبتمبر 2020، هناك 195 عضوًا في الاتحاد الدولي للشطرنج.

## الدور
يقوم الاتحاد العالمي للشطرنج بتنظيم البطولات العالمية للشطرنج(حتى الأطفال والنساء)، وتنظم أولمبياد الشطرنج، وهي معترفة من قبل جمعية الأولمبياد العالمية. إلى جانب أنها تراعي بعض البطولات الصغيرة. اتحاد الشطرنج العالمي وضع القوانين العالمية للشطرنج مثل الرقعة والحركات، لتنظيم اللعب وعدم حدوث أي عراكات على اختلافات في القوانين. القوانين معتمدة عالميًا لكن باستطاعة بعض البطولات أن تغير في القوانين إلى حد معين.
يقوم الاتحاد العالمي للشطرنج أيضًا بتنظيم المراتب والنقاط لكل اللاعبين وترتيبهم وتكريمهم. فالعناوين التي تعطى للاعبين هي: أستاذ أتحادي، أستاذ دولي، أستاذ دولي كبير. ومثلها للنساء.
كما تقوم جمعية أخرى اتحاد شطرنج المراسلات العالمي، وهي جمعية مساعدة لاتحاد الشطرنج العالمي بمراقبة ألعاب شطرنج المراسلات.

## تاريخ التأسيس

### التأسيس والسنوات الأولى (حتى عام 1939)
في أبريل 1914، تم اتخاذ مبادرة في سان بطرسبرج، روسيا، لتشكيل اتحاد دولي للشطرنج. جرت محاولة أخرى في يوليو 1914 أثناء بطولة مانهايم الدولية للشطرنج، ولكن توقف المزيد من الجهود مؤقتًا نتيجة اندلاع الحرب العالمية الأولى. في عام 1920، جرت محاولة أخرى لتنظيم اتحاد دولي في بطولة جوتنبرج.
قام اللاعبون أيضًا بالمحاولة الأولى لوضع قواعد لمباريات بطولة العالم - في عام 1922، اقترح بطل العالم خوسيه راؤول كابابلانكا «قواعد لندن»: أول لاعب يفوز بست مباريات مباشرة سيفوز بالمباراة؛ ستقتصر جلسات اللعب على خمس ساعات؛ الحد الزمني سيكون 40 حركة في 2.5 ساعة لكل منهما؛ سيكون البطل ملزمًا بالدفاع عن لقبه في غضون عام واحد من تلقيه تحديًا من سيد معترف به؛ سيقرر البطل موعد المباراة؛ لم يكن البطل ملزمًا بقبول تحدي لمحفظة تقل عن 10000 دولار؛ 20٪ من المحفظة تدفع لحامل اللقب، والباقي مقسم، و 60٪ للفائز بالمباراة، و 40٪ للخاسر؛ يجب قبول أعلى عرض للمحفظة. وقعها ألكين وبوغوليوبوف وماروزي وريتي وروبنشتاين وتارتاكوير وفيدمار على الفور. المباراة الوحيدة التي لعبت بموجب هذه القواعد كانت كابابلانكا ضد ألكين عام 1927.
في عام 1922، أعلن الأستاذ الروسي يوجين زنوسكو بوروفسكي، أثناء مشاركته في بطولة دولية في لندن، أن البطولة ستقام خلال دورة الألعاب الأولمبية الرياضية الثامنة في باريس عام 1924 وسيستضيفها اتحاد الشطرنج الفرنسي. في 20 يوليو 1924 أسس المشاركون في بطولة باريس الاتحاد الدولي للشطرنج كنوع من اتحاد اللاعبين. في سنواتها الأولى، كان الاتحاد الدولي للشطرنج قليل القوة، وكان تمويله ضعيفًا.
أعربت مؤتمرات الاتحاد الدولي للشطرنج في عامي 1925 و 1926 عن رغبتها في المشاركة في إدارة بطولة العالم. كان الاتحاد الدولي للشطرنج سعيدًا إلى حد كبير بـ «قواعد لندن»، لكنه ادعى أن شرط وجود محفظة بقيمة 10000 دولار أمر غير عملي ودعت كابابلانكا للتوصل إلى اتفاق مع كبار الرواد لمراجعة القواعد.
كما قرر المؤتمر الثالث لـ الاتحاد الدولي للشطرنج، في بودابست عام 1926، تنظيم أولمبياد الشطرنج. ومع ذلك، تأخر إرسال الدعوات، وكانت النتيجة مشاركة أربع دول فقط، وأطلق على المسابقة اسم الأولمبياد الصغير. وكانت الفائز هي المجر، تليها يوغوسلافيا، ورومانيا، وألمانيا. في عام 1927، بدأ الاتحاد في تنظيم أول أولمبياد الشطرنج خلال مؤتمره الرابع في لندن. كان العنوان الرسمي للبطولة هو «بطولة الأمم»، أو «بطولة العالم للفرق»، لكن «أولمبياد الشطرنج» أصبح لقبًا أكثر شهرة. وفازت المجر بهذا الحدث، حيث تنافس 16 فريقًا.
في عام 1928، اعترف اتحاد الاتحاد الدولي للشطرنج بوغولجوبو بأنه «بطل الاتحاد» بعد فوزه في مباراة ضد ماكس إيوي. حضر الخين، بطل العالم الحاكم، جزءًا من مؤتمر عام 1928 ووافق على وضع المباريات المستقبلية على لقب العالم تحت رعاية الاتحاد الدولي للشطرنج، على الرغم من أن أي مباراة مع كابابلانكا يجب أن تكون تحت نفس الشروط كما في بوينس آيرس، 1927، أي بما في ذلك شرط لمحفظة لا تقل عن 10000 دولار. قبل الاتحاد الدولي للشطرنج هذا وقرر تشكيل لجنة لتعديل قواعد لندن للمباريات المستقبلية، على الرغم من أن هذه اللجنة لم تجتمع؛ بحلول وقت مؤتمر عام 1929، كانت مباراة بطولة العالم بين ألكين وبوغولجوبو جارية، ولم تقام تحت رعاية الاتحاد الدولي للركاب ولا وفقًا لقواعد لندن.
أثناء التفاوض على إعادة مباراة بطولة العالم لعام 1937 مع ألكين، اقترح إيوي أنه إذا احتفظ باللقب، فيجب على الاتحاد الدولي للشطرنج إدارة ترشيح المنافسين في المستقبل وإجراء مباريات البطولة. كان الاتحاد الدولي للشطرنج يحاول منذ عام 1935 إدخال قواعد حول كيفية اختيار المنافسين، وفضلت مقترحاته المختلفة الاختيار من قبل نوع من اللجان. بينما كانوا يناقشون الإجراءات في عام 1937 وكان ألكين وإيوي يستعدان لإعادة المباراة في وقت لاحق من ذلك العام، اقترح اتحاد الشطرنج الهولندي إقامة بطولة فائقة (AVRO) للأبطال السابقين والنجوم الصاعدة لاختيار المنافس التالي. رفض الاتحاد الدولي للشطرنج هذا الاقتراح وفي محاولته الثانية رشح سالو فلور باعتباره المنافس الرسمي. ثم أعلن إيوي أنه: إذا احتفظ بلقبه ضد ألكين، فسيكون مستعدًا لمقابلة فلوهر في عام 1940 لكنه احتفظ بالحق في ترتيب مباراة على اللقب إما في عام 1938 أو 1939 مع خوسيه راؤول كابابلانكا، الذي فقد اللقب لألكين في عام 1927؛ إذا خسر إيوي لقبه أمام كابابلانكا، فيجب اتباع قرار الاتحاد الدولي لكرة القدم وسيتعين على كابابلانكا أن يلعب دور فلور في عام 1940. أيد معظم كتاب ولاعبين الشطرنج بشدة اقتراح الدوري الهولندي الممتاز وعارضوا عمليات اللجنة التي يفضلها اتحاد الاتحاد الدولي للشطرنج. بينما استمر هذا الالتباس دون حل: فقد إيوي لقبه أمام الخين؛ فاز بول كيريس ببطولة AVRO في عام 1938 بموجب قاعدة كسر التعادل، حيث احتل روبن فاين المركز الثاني وكابابلانكا وفلوهر في المركزين السفليين؛ وأدى اندلاع الحرب العالمية الثانية عام 1939 إلى إنهاء الجدل. على الرغم من استمرار الشطرنج التنافسي في العديد من البلدان، بما في ذلك بعض البلدان التي كانت تحت الاحتلال النازي، لم تكن هناك منافسة دولية وكانت الاتحاد الدولي للشطرنج غير نشطة خلال الحرب.

### من 1946 إلى 1993

#### ولادة دورة تحدي بطولة العالم
منذ هزيمة إيمانويل لاسكر فيلهلم شتاينتس عام 1894، حتى عام 1946، فاز بطل عالمي جديد باللقب بفوزه على البطل السابق في إحدى المباريات. خلقت وفاة الإسكندر ألكين فترة خلو العرش جعلت الإجراء الطبيعي مستحيلاً. كان الموقف مشوشًا، حيث قدم العديد من اللاعبين والمعلقين المحترمين حلولًا مختلفة. وجدت الاتحاد الدولي للشطرنج صعوبة في تنظيم المناقشات المبكرة حول كيفية حل الفترة الانتقالية، لأن المشاكل المتعلقة بالمال والسفر في أعقاب الحرب العالمية الثانية منعت العديد من البلدان من إرسال ممثلين، وعلى الأخص الاتحاد السوفيتي. أدى النقص في المعلومات الواضحة إلى قيام المجلات المسؤولة بخلاف ذلك بنشر شائعات وتكهنات، الأمر الذي جعل الموقف أكثر إرباكًا.
تفاقم هذا الوضع بسبب رفض الاتحاد السوفيتي للانضمام إلى الاتحاد السوفياتي لفترة طويلة، وبحلول هذا الوقت كان من الواضح أن حوالي نصف المتنافسين الموثوقين كانوا مواطنين سوفياتيين. أدرك الاتحاد السوفيتي، مع ذلك، أنه لا يمكن تركه خارج المناقشات المتعلقة ببطولة العالم الشاغرة، وفي عام 1947 أرسل برقية تعتذر عن غياب الممثلين السوفييت ويطلب أن يتم تمثيل الاتحاد السوفيتي في لجان الاتحاد الدولي للشطرنج المستقبلية.
كان الحل النهائي مشابهًا لمقترح الاتحاد الدولي للشطرنج الأولي والاقتراح الذي قدمه الاتحاد السوفيتي (من تأليف ميخائيل بوتفينيك). تم استخدام دورة عام 1938 AVRO كأساس لبطولة بطولة 1948. جمعت بطولة AVRO اللاعبين الثمانية الذين كانوا، بالتزكية العامة، أفضل اللاعبين في العالم في ذلك الوقت. توفي منذ ذلك الحين اثنان من المشاركين في AVRO - ألكين وبطل العالم السابق كابابلانكا؛ لكن الاتحاد الدولي للشطرنج قرر أن المشاركين الستة الآخرين في AVRO سيلعبون بطولة رباعية. وهؤلاء اللاعبون هم: ماكس إيوي (من هولندا)؛ بوتفينيك وبول كيريس وسالو فلوهر (من الاتحاد السوفيتي)؛ وروبن فاين وصمويل ريشيفسكي (من الولايات المتحدة). سرعان ما قبل الاتحاد الدولي للشطرنج طلبًا سوفيتيًا لاستبدال فاسيلي سميسلوف لـفلوهر، وانسحب فاين لمواصلة دراساته في الطب النفسي، لذلك تنافس خمسة لاعبين، في جولة روبن خماسية. فاز بوتفينيك، وبذلك أصبح بطل العالم، منهيا فترة خلو العرش.
حددت المقترحات التي أدت إلى بطولة بطولة 1948 أيضًا الإجراء الذي سيتم من خلاله اختيار المنافسين لبطولة العالم في دورة مدتها ثلاث سنوات: الدول المنتسبة إلى الاتحاد الدولي للشطرنج سترسل اللاعبين إلى بطولات Zonal (العدد يختلف اعتمادًا على عدد اللاعبين الأقوياء)؛ اللاعبون الذين حصلوا على المراكز الأولى في هذه المنافسات سيتنافسون في دورة بين المناطق (انقسموا لاحقًا إلى اثنتين، ثم ثلاث بطولات مع زيادة عدد البلدان واللاعبين المؤهلين)؛ سيتنافس اللاعبون ذوو المراكز الأعلى من إنترزونال في بطولة المرشحين، جنبًا إلى جنب مع الخاسر في مباراة اللقب السابقة والمركز الثاني في بطولة المرشحين السابقة؛ ولعب الفائز من المرشحين مباراة على اللقب ضد البطل. من عام 1950 حتى عام 1962 ضمناً، كانت بطولة المرشحين عبارة عن جولة متعددة الأدوار - كيف ولماذا تم تغييرها موصوفة أدناه.

#### جدل بوبي فيشر
وجد الاتحاد نفسه متورطًا في بعض الخلافات المتعلقة باللاعب الأمريكي بوبي فيشر، وكان أولها عندما زعم فيشر أنه في بطولة المرشحين لعام 1962 في كوراساو، قام اللاعبون السوفييت تيغران بتروسيان وبول كيريس وإيفيم جيلر بترتيب قرعة مسبقًا في لعبت مبارياتهم فيما بينهم، وأن فيكتور كورشنوي، لاعب سوفيتي آخر، تلقى تعليمات بالخسارة أمامهم (احتل فيشر المركز الرابع، خلف بتروسيان وكريس وجيلر). أكد الأستاذ الكبير يوري أفرباخ، عضو الوفد السوفيتي في البطولة، في عام 2002 أن بتروسيان وكيريس وجيلر وافقوا بشكل خاص على رسم مبارياتهم. استجاب الاتحاد من خلال تغيير شكل دورات المرشحين من جولة متعددة جولات إلى سلسلة من مباريات الإقصاء، في البداية من 10 إلى 12 مباراة، على الرغم من أنه بحلول سبعينيات القرن الماضي، سيكون نهائي المرشحين ما يصل إلى 24 مباراة.
في عام 1969، رفض فيشر اللعب في بطولة الولايات المتحدة بسبب الخلافات حول شكل البطولة وصندوق الجائزة. منذ أن تم التعامل مع هذا الحدث على أنه بطولة منطقة، فقد فيشر حقه في المنافسة من أجل الحق في تحدي بطل العالم بوريس سباسكي في عام 1972. وافق الأستاذ الكبير بال بينكو على التخلي عن مكانه المؤهل في إنترزونال لصالح فيشر، وتنازل المشاركون الآخرون عن حقهم في المطالبة بالمركز. فسر رئيس الاتحاد الدولي لكرة القدم ماكس إيوي القواعد بمرونة كبيرة للسماح لفيشر باللعب في إنترزونال 1970 في بالما دي مايوركا، والتي فاز بها بشكل مقنع. ثم سحق فيشر مارك تايمانوف وبنت لارسن (كلاهما 6-0) وتيغران بتروسيان في بطولة المرشحين عام 1971 وفاز بمباراة اللقب مع سباسكي ليصبح بطل العالم.
بعد الفوز ببطولة العالم، انتقد فيشر الشكل الحالي لمباراة البطولة (24 مباراة؛ احتفظ البطل باللقب إذا كانت المباراة متعادلة) على أساس أنه شجع كل من حصل على تقدم مبكر للعب بالتعادل. أثناء استمرار هذا الخلاف، فاز أناتولي كاربوف بحق الطعن في عام 1975. رفض فيشر قبول أي صيغة مطابقة غير تلك التي اقترحها. من بين مطالب فيشر كان مطلبًا بأن المنافس يجب أن يهزمه بمباراتين على الأقل من أجل الحصول على لقبه (اقترح فيشر تنسيق مباراة يفوز فيها أول لاعب يفوز بعشر مباريات، مع عدم احتساب التعادلات، ولكن إذا كانت النتيجة 9-9 يعتبر التعادل). جادل الاتحاد الدولي لكرة القدم (الاتحاد الدولي للشطرنج) بأنه من غير العدل أن يتمكن المتحدي من التغلب على بطل العالم، مع عدم الحصول على لقبه. لم يتراجع فيشر، وفي النهاية منح الاتحاد الدولي للشطرنج اللقب لكاربوف افتراضيًا. تساءل بعض المعلقين عما إذا كان رئيس الاتحاد الدولي للشطرنج إيوي قد فعل كل ما في وسعه لمنع فيشر من فقدان لقبه العالمي.

#### خلافات السبعينيات الأخرى
كان الاتحاد الدولي للشطرنج عددًا من النزاعات مع اتحاد الشطرنج السوفيتي. وشملت هذه الصراعات:
أضف فقرة
- انشقاق المعلم الكبير جينادي سوسونكو عام 1972. طالب السوفييت باستبعاد سوسونكو من منافسة الشطرنج أو التلفزيون أو أي حدث آخر قد يعلن عن انشقاقه. رفض الاتحاد الدولي لكرة القدم (الاتحاد الدولي للشطرنج)، ولم يشارك أي لاعب سوفيتي في بطولة ويك أن زي لعام 1974 في هولندا لأن سوسونكو كان يلعب فيها.
- في عام 1976، طلب المنافس في بطولة العالم فيكتور كورتشنوي اللجوء السياسي في هولندا. في نقاش قبل أيام قليلة، قال إيوي لكورتشنوي، «... بالطبع ستحتفظ بكل حقوقك...» وعارض لاحقًا الجهود السوفيتية لمنع كورشنوي من تحدي لقب أناتولي كاربوف في عام 1978.
- قررت الاتحاد الدولي للشطرنج إقامة أولمبياد الشطرنج لعام 1976 في إسرائيل، والتي لم يعترف بها الاتحاد السوفيتي كدولة.

#### التوسع السريع للعضوية
خلال فترة توليه رئاسة الاتحاد (1970-1978)، سعى ماكس أووي إلى زيادة عدد الدول الأعضاء، وواصل فلورنسيو كامبومانيس (الرئيس 1982-1995) هذه السياسة، حيث حصلت كل دولة عضو على صوت واحد. قال بطل العالم السابق أناتولي كاربوف في وقت لاحق إن هذه كانت نعمة ونقمة، حيث أدى إدراج العديد من الدول الصغيرة والفقيرة إلى «فراغ في القيادة على رأس عالم الشطرنج» قال يوري أفرباخ إن وجود العديد من الدول الضعيفة جعل من السهل التلاعب بالقرارات.

#### بطولة العالم 1983-1985
الأحداث التي أدت إلى فوز غاري كاسباروف ببطولة العالم أشركت الاتحاد الدولي للشطرنج في جدلين. أثناء ترتيب مباريات نصف نهائي بطولة المرشحين التي ستقام في عام 1983، قبل الاتحاد الدولي لكرة القدم (الاتحاد الدولي للشطرنج) العطاءات لاستضافة كاسباروف مقابل فيكتور كورشنوي في باسادينا، كاليفورنيا. رفض الاتحاد السوفيتي قبول ذلك، إما لأنه كان يخشى أن ينشق كاسباروف أو لأنه يعتقد أن كاسباروف كان التهديد الأكبر للبطل الحاكم أناتولي كاربوف. كان رفضهم سيعني أن كاسباروف خسر فرصته في الطعن على اللقب. تفاوض رئيس الاتحاد الدولي للشطرنج فلورينسيو كامبومانيس مع الاتحاد السوفيتي، وأقيمت المباراة في لندن.
في مباراة بطولة العالم 1984 بين كاربوف وكاسباروف كان الفائز هو أول من يفوز بست مباريات. في أول 27 مباراة، تقدم كاربوف 5-0 ولكن بحلول نهاية 48 كاسباروف قلص هذا إلى 5-3. في هذه المرحلة، استمرت المباراة لمدة 159 يومًا (من سبتمبر 1984 إلى فبراير 1985)، بدا كاربوف مرهقًا واعتقد الكثير أن كاسباروف هو المرشح الأوفر حظًا للفوز. بعد ستة أيام من المحادثات، في 15 فبراير، أعلن رئيس الاتحاد الدولي لكرة القدم كامبومانيس أن «المباراة انتهت بدون قرار»، وأن مباراة جديدة ستبدأ في سبتمبر 1985 بنتيجة 0-0، وأنها ستتألف من 24 مباراة على الأكثر.. دخل كاربوف المؤتمر الصحفي في وقت متأخر نوعًا ما، وقال إنه يتمنى مواصلة المباراة الحالية، بنسخته من خط مارك توين: «تقارير وفاتي مبالغ فيها إلى حد كبير!» على الرغم من عدم كشف أي شخص عما حدث وراء الكواليس، كانت هناك كاميرات إي إس بي إن ومراسلين من الرياضة المصور بالإضافة إلى الأستاذ الكبير الأمريكي ماكس دلوجي. عندما تسبب روتين الشرطي الجيد والشرطي السيئ لكاربوف وكامبومانيس في إثارة ضجة، حدق كاربوف الغاضب في كامبومانيس، الذي تم التقاطه في الفيلم وهو يقول: «لكن أناتولي، أخبرتهم بما قلته!» كما أفاد دلوجي عن هذا الحدث في المجلة الأمريكية حياة الشطرنج. فاز كاسباروف بالمباراة الثانية وأصبح بطل العالم.

### 1993 إلى 2018

#### بطولة العالم مقسمة 1993-2006
في عام 1992 فاجأ نايجل شورت العالم بفوزه ببطولة المرشحين وبالتالي أصبح المنافس الرسمي على لقب كاسباروف العالمي. قبل الاتحاد الدولي لكرة القدم (الاتحاد الدولي للشطرنج) بسرعة عرضًا من مانشستر (إنجلترا) لاستضافة مباراة اللقب عام 1993. ولكن في ذلك الوقت، كانت شورت تسافر إلى اليونان ولا يمكن استشارتها كقواعد الاتحاد الدولي للشطرنج المطلوبة. عند معرفة الموقف، اتصلت شورت بكاسباروف، الذي لم يثق في الاتحاد الدولي لكرة القدم ورئيسه، فلورنسيو كامبومانيس منذ أن أوقف كامبومانيس مباراة اللقب ضد كاربوف في عام 1984. خلص كاسباروف وشورت إلى أن الاتحاد الدولي للشطرنج قد فشلت في الحصول على أفضل صفقة مالية متاحة وأعلنا أنهما "سيلعبان تحت رعاية هيئة جديدة،" رابطة الشطرنج المحترفة "(PCA). جرد الاتحاد الدولي للشطرنج كاسباروف من لقبه في الاتحاد الدولي للشطرنج وأسقط كاسباروف وشورت من قائمة التصنيف الرسمية. كما أعلنت عن مباراة على اللقب بين كاربوف وجان تيمان اللذان هزمهما شورت في نصف النهائي والمراحل النهائية من بطولة المرشحين. فاز كاسباروف وكاربوف بمبارياتهما وأصبح هناك الآن لاعبان يدعيان أنهما بطل العالم.
في عام 1994، خلص كاسباروف إلى أن الانفصال عن الاتحاد الدولي لكرة القدم كان خطأً، لأن الرعاة التجاريين وأغلبية العظماء لم يعجبهم الانقسام في بطولة العالم. بدأ كاسباروف بمحاولة تحسين العلاقات مع الاتحاد الدولي للشطرنج ودعم محاولة كامبومانيس لإعادة انتخابه رئيسًا لـ الاتحاد الدولي للشطرنج. لكن العديد من مندوبي الاتحاد الدولي للشطرنج اعتبروا كامبومانيس فاسدًا وفي عام 1995 وافق على الاستقالة بشرط أن يكون خليفته كيرسان إليومينجينوف، رئيس جمهورية كالميكيا.
في السنوات القليلة التالية، فشلت عدة محاولات لإعادة توحيد بطولة العالم لأسباب مختلفة - لا سيما عدم القدرة على تمويل مباراة أو معارضة كاسباروف لأي خطة تطلبت منه اللعب في سلسلة تصفيات بدلاً من الذهاب مباشرة إلى مباراة إعادة التوحيد.. في عام 2000، هزم فلاديمير كرامنيك كاسباروف في مباراة كانت تُعرف الآن ببطولة برينجيمز العالمية للشطرنج (انهارت PCA بحلول هذا الوقت). لكن كرامنيك كان أيضًا غير راغب في اللعب في سلسلة تصفيات، واعترض بشدة على محاولة الاتحاد الدولي للشطرنج تحديد بطولة العالم من خلال بطولات خروج المغلوب السنوية ولتقليل الحدود الزمنية للألعاب، وهي التغييرات التي كان الاتحاد الدولي للشطرنج يأمل أن تجعل اللعبة أكثر إثارة للاهتمام. الغرباء.
أخيرًا في عام 2006، تم لعب مباراة إعادة توحيد بين كرامنيك وفسيلين توبالوف، والتي فاز بها كرامنيك بعد جدل غير سار أدى إلى منح مباراة واحدة لتوبالوف.
لكن الانقسام في لقب العالم كان له آثار لاحقة، كما يتضح من لوائح الاتحاد الدولي للشطرنج المعقدة لدورة بطولة العالم 2007-9. نظرًا لأن توبالوف لم يكن قادرًا على المنافسة في بطولة العالم للشطرنج لعام 2007، فقد قررت الاتحاد الدولي للشطرنج أنه يجب أن يكون له دخول «المسار السريع» في دورة 2007-2009. وقرر الاتحاد الدولي للشطرنج أيضًا أنه إذا لم يفز كرامنك ببطولة بطولة 2007، فيجب أن يلعب مباراة بطولة في عام 2008 ضد الفائز - وأصبح هذا الحكم قابلاً للتطبيق لأن فيشفاناثان أناند فاز بالبطولة وبالتالي أصبح بطل العالم.

#### اعتراف اللجنة الأولمبية الدولية
في عام 1999، تم الاعتراف بـ الاتحاد الدولي للشطرنج من قبل اللجنة الأولمبية الدولية (IOC). بعد ذلك بعامين، أدخلت قواعد اللجنة الأولمبية الدولية لمكافحة المخدرات في لعبة الشطرنج، كجزء من حملتها لتصبح الشطرنج جزءًا من الألعاب الأولمبية.

#### اتفاقية تجارية مع شركة اجون والشطرنج العالمي
في عام 2012، أبرمت الاتحاد الدولي للشطرنج اتفاقية تجارية، كان من المقرر مبدئيًا أن تستمر حتى عام 2021، مع شركة اجون المحدودة. تم منح هذه الشركة حقوق تنظيم بطولة العالم للشطرنج والاستغلال التجاري لها والأحداث المرتبطة بها في دورة بطولة العالم. كانت البطولة الأولى التي نظمتها الاتحاد الدولي للشطرنج في سبتمبر 2012، تليها بطولة لندن للمرشحين في مارس 2013، وبطولة تشيناي العالمية للشطرنج في نوفمبر 2013.
نظم اجون لاحقًا الأحداث الأربعة في الاتحاد الدولي للشطرنج 2014-15، بطولة المرشحين في 2014، وبطولة العالم للشطرنج في عام 2014.
تأسست شركة اجون في عام 2012 في جيرسي على يد أندرو بولسون بصفته المساهم الوحيد. في 20 فبراير 2012، تم إبرام اتفاقية بين اجون والاتحاد الدولي للشطرنج، رهنا بموافقة الجمعية العامة الاتحاد الدولي للشطرنج لعام 2012. كانت هذه الموافقة وشيكة في سبتمبر 2012. في أكتوبر 2014، تم بيع اجون لرئيسها التنفيذي الحالي ايليا ميرينسون مقابل جنيه واحد. في سبتمبر 2016 الاتحاد الدولي للشطرنج الجمعية العامة، تقرر أن اجون يجب أن تؤسس وجود الشركة في مكان مع مزيد من الشفافية. قال ميرينزون إنهم سيسجلون في المملكة المتحدة في غضون بضعة أشهر. نتيجة لذلك، تم تسجيل شركة جديدة، شركة العالم للشطرنج المحدودة، بعد فترة وجيزة، لتحل محل اجون بصفتها صاحب الحقوق في الاتفاقية مع الاتحاد الدولي للشطرنج.

#### جدل عقد الاتحاد الدولي لكرة القدم وآغون / عالم الشطرنج
كان كيرسان إليومينجينوف سعيدًا بالاتفاقية على أساس أن الاتحاد الدولي للشطرنج نفسها لم تضطر الآن إلى إنفاق الموارد للعثور على منظمين لأحداثها الرئيسية. كانت مسألة الضمانات المالية مهمة أيضًا، على الرغم من أنها لم تتحقق دائمًا كما هو موضح أدناه. كما أن تقديره لـ الاتحاد الدولي للشطرنج من 10 إلى 12 مليون يورو من الدورات القادمة لم يؤت ثماره بعد.
كان شرط أن يكون اجون هو المنظم الوحيد لأحداث البطولة كان محل نزاع في الأصل من قبل اتحاد الشطرنج البلغاري، فيما يتعلق بمباريات المرشحين لعام 2012. في أوائل عام 2014، تم تسريب اتفاقية مزعومة بين بولسون ورئيس الاتحاد الدولي للشطرنج كيرسان إليومينجينوف، ثم نشرها في موقع Chess.com، والتي تشير إلى أن بولسون كان مجرد رجل واجهة مع إليومينجينوف المستفيد النهائي من اجون. في مقال Chess.com هذا، نُقل عن مالكولم باين قوله مرتين من قبل بولسون أن إليوزمينوف يملك اجون، وفي مقال جديد في الشطرنج أكد نايجل شورت أنه قد أخبره بذلك شخصيًا من قبل بولسون. ورداً على ذلك، أشار نائب رئيس الاتحاد جورجيوس ماكروبولوس إلى أن العقد المزعوم هو مسودة وثيقة. قضت لجنة الأخلاقيات الاتحاد الدولي للشطرنج في سبتمبر 2015 أن إليومينجينوف لم ينتهك مدونة الأخلاق الاتحاد الدولي للشطرنج.

### 2018 حتى الوقت الحاضر

#### انتخاب أركادي دفوركوفيتش ونهاية عصر إليومينجينوف
في يوليو 2018، تم عزل كيرسان إليومينجينوف من منصب رئيس الاتحاد، بعد أن كان في منصبه لمدة 23 عامًا، منذ عام 1995. بعد تعرضه للعقوبات الأمريكية بسبب تعاملاته التجارية مع الحكومة السورية، تم إجبار إليومينجينوف على الخروج ولم يرشح نفسه لإعادة انتخابه في انتخابات 2018 الاتحاد الدولي للشطرنج. كان اليوناني جورجيوس ماكروبولوس، الذي شغل منصب الأمين العام منذ عام 1990 والمرتقب الثاني في المنظمة تحت رئاسة كيرسان، أول من أعلن عن تذكرته. تبعه الإنجليزي نايجل شورت، المنافس على لقب العالم في بطولة العالم للشطرنج عام 1993 ضد جاري كاسباروف. وكان آخر من أعلن ترشيحه هو أركادي دفوركوفيتش، الاقتصادي الذي شغل منصب نائب رئيس الوزراء الروسي وكان أيضًا عضوًا في مجلس الإشراف على اتحاد الشطرنج الروسي. كان دفوركوفيتش أيضًا أحد المنظمين الرئيسيين كأس العالم 2018. تم وضع دفوركوفيتش في قائمة وزارة الخزانة الأمريكية لما قبل العقوبات في 2018 كموظف حكومي روسي كبير.
في الانتخابات التي جرت في باتومي (جورجيا) في أكتوبر 2018، فاز دفوركوفيتش بأغلبية 103 أصوات مقابل 78 ضد ماكروبولوس، بعد أن سحب نايجل شورت ترشيحه في اللحظة الأخيرة وأعرب عن دعمه للمرشح الروسي.
بعد انتخابات 2018 الاتحاد الدولي للشطرنج وتعيين رئيس جديد لـ الاتحاد الدولي للشطرنج، تولت الإدارة الجديدة استعادة السيطرة على دورة بطولة العالم كواحدة من أهم أولوياتها. في يناير 2019، أعلن المدير العام لاتحاد الاتحاد الدولي للشطرنج، إميل سوتوفسكي، عن توقيع عقد جديد يواصل تقليص العلاقة مع الشطرنج العالمي (المعروف سابقًا باسم اجون) حتى عام 2021. بموجب هذه الاتفاقية الجديدة، أعادت الاتحاد الدولي للشطرنج تأكيد سيطرتها على المرشحين لعام 2020 ومباراة بطولة العالم، والتي من الآن فصاعدًا ستخضع لإجراء مناقصة مفتوحة. احتفظ اجون فقط بالحقوق التنظيمية والتجارية على سلسلة الاتحاد الدولي للشطرنج Grand Prix، المحدودة حتى عام 2021.

## الأعضاء
هناك 158 عضو في اتحاد الشطرنج العالمي، مقسمين إلى قسمين: الدول وعددها 142 دولة والشخصيات الأخرى وعددها 16 شخصية، وهي:

الدول الأعضاء:
| - أفغانستان - ألبانيا - الجزائر - أندورا - أنغولا - الأرجنتين - أرمينيا - أستراليا - النمسا - أذربيجان - جزر البهاما - البحرين - بنغلادش - بربادوس - بيلاروس - بلجيكا - بليز - بوليفيا - البوسنة والهرسك - بوتسوانا - البرازيل - بروناي - دار السلام - بلغاريا - بوروندي - سريلانكا | - كمبوديا - كندا - تشيلي - الصين - كولومبيا - كوستاريكا - كوت ديفوار - كرواتيا - كوبا - قبرص - جمهورية التشيك - الدنمارك - جمهورية الدومينيكان - الإكوادور - مصر - السلفادور - استونيا - إثيوبيا - جزر فارو - فيجي - فنلندا - فرنسا - جورجيا - ألمانيا - غانا | - اليونان - غواتيمالا - غيرنسي - هايتي - هندوراس - المجر - آيسلندا - الهند - اندونيسيا - إيران - العراق - أيرلندا - إسرائيل - إيطاليا - جامايكا - اليابان - جيرسي - الأردن - كازاخستان - كينيا - الكويت - قيرغيزستان - لاوس - لاتفيا - لبنان | - ليبيا - ليختنشتاين - ليتوانيا - لوكسمبورغ - ماكاو - مقدونيا - مدغشقر - ملاوي - ماليزيا - مالطا - موريشيوس - المكسيك - مولدوفا - موناكو - منغوليا - المغرب - موزامبيق - ميانمار - ناميبيا - نيبال - هولندا - نيوزيلندا - نيكاراغوا - نيجيريا - النرويج | - باكستان - بالاو - بنما - بابوا غينيا الجديدة - باراغواي - بيرو - الفلبين - بولندا - البرتغال - قطر - رومانيا - روسيا - رواندا - سان مارينو - صربيا - سيشيل - سيراليون - سنغافورة - سلوفاكيا - سلوفينيا - الصومال - جنوب أفريقيا - كوريا الجنوبية - إسبانيا | - السودان - سورينام - السويد - سويسرا - سوريا - طاجيكستان - تايلاند - ترينيداد - توباغو - تونس - تركيا - تركمانستان - أوغندا - أوكرانيا - الإمارات العربية المتحدة - الولايات المتحدة الأمريكية - أوروغواي - أوزبكستان - فنزويلا - فيتنام - اليمن - زامبيا - زمبابوي |

الشخصيات الأعضاء الأخرى:
| - أروبا - برمودا - جزر فيرجن البريطانية - تايبيه الصينية - انكلترا - جزر فارو | - غيرنسي - هونغ كونغ - نيو جيرسي - ماكاو - جزر الأنتيل الهولندية - فلسطين | - بورتوريكو - اسكتلندا - الولايات المتحدة - جزر فيرجن - ويلز |

ملاحظة:
الدولتين غانا وساحل العاج فصلوا من الاتحاد مؤقتًا بسبب عجزهم عن دفع رسومهم.

## الرؤساء
- الكسندر روب  1924-1949 (25 سنة)
- فولك روجارد  1949-1970(21 سنة)
- ماكس إيوي  1970-1978 (8 سنوات)
- فريوريك إلافسون  1978-1982 (4 سنوات)
- فلورنسيو كامبومانيس  1982-1995 (13 سنة)
- كيرسان ايليومرينوف  1995 - 2018
- أركادي دفوركوفيتش  2018 - إلى الوقت الحاضر

## روابط خارجية
- الموقع الرسمي